# Andrea Chiaromonte
Andrea Chiaromonte of Chiaramonte (Koninkrijk Sicilië, 14e eeuw – Palermo, 1 juni 1392) was graaf van Modica en gouverneur van Palermo in het koninkrijk Sicilië. Hij viel in ongenade wegens zijn deloyaal gedrag aan de Kroon van Aragon, rechtmatige heersers over Sicilië.

## Levensloop

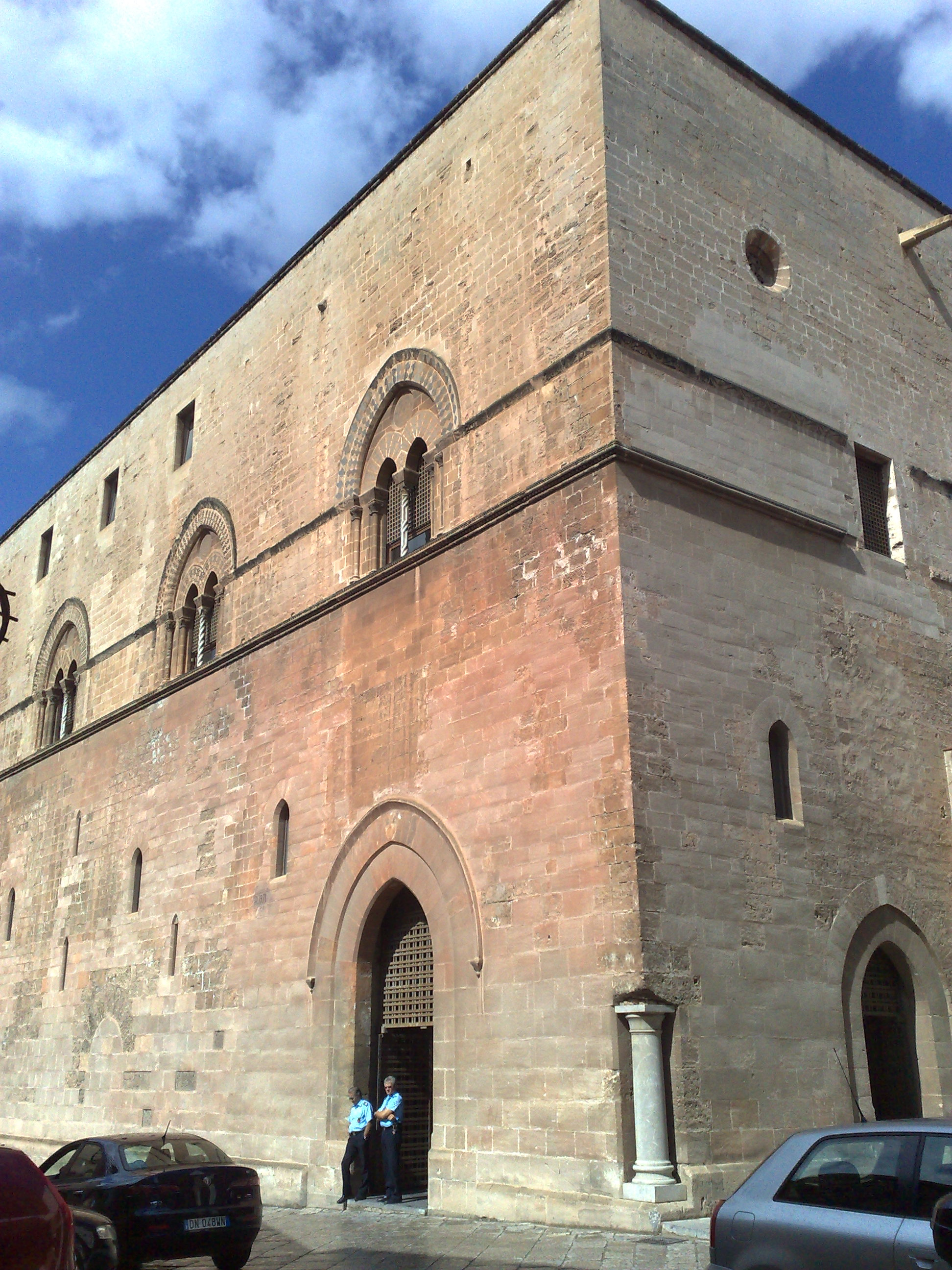
Palazzo Steri-Chiaromonte in Palermo, een van de kastelen van het Huis Chiaromonte op Sicilië

### Koninkrijk Sicilië
Zijn ouders waren Manfredi III Chiaromonte, graaf van Modica, Mistretta en Malta, admiraal van het koninkrijk Sicilië, en Eufemia Ventimiglia van het grafelijk Huis Ventimiglia. Zijn vader was, tijdens de minderjarigheid van koningin Maria van Sicilië, een van de gouverneurs van het land, genoemd vicarius. Door titels en grootgrondbezit in Zuid-Sicilië en elders was het Huis Chiaromonte een staat in de staat geworden, of in het Latijn regnum in regno.
Na de dood van vader Manfredi III in 1391 keerde het geluk. Andrea Chiaromonte volgde zijn vader weliswaar op in het graafschap Modica en in al zijn bezittingen en ambten; zo werd hij admiraal van Sicilië, gouverneur van Palermo en titulair graaf van Malta. Paus Urbanus VI sprak hem in 1391 nog aan met deze titels. Doch de Aragonezen wensten Sicilië terug in hun greep te krijgen na de opruiende taal in de Eedaflegging van Castronovo (1391) door de Siciliaanse adel. De jonge koningin Maria van Sicilië huwde in 1392 in het buitenland met Martinus I, telg van het Huis Barcelona. De Aragonezen vielen Maria’s land binnen (maart 1392). Het doel was een einde te maken aan lokale Siciliaanse potentaten en het gezag van de Kroon van Aragon te herstellen. Het Huis Chiaromonte bij monde van Andrea Chiaromonte verzette zich tegen het herstel van de Aragonese staatsmacht. 
Op 4 april 1392 verklaarden Maria en Martinus I hem tot rebel van de Kroon. Niet alle Siciliaanse edelen steunden de rebellie van Chiaromonte. Chiaromonte werd gearresteerd op 18 mei 1392, samen met hovelingen van hem, mogelijks ten gevolge van verraad. Vervolgens werd Chiaromonte onthoofd in Palermo op 1 juni 1392. De terechtstelling vond plaats voor zijn eigen stadspaleis.
Zijn titels en bezittingen werden verbeurd verklaard door het Aragonees bestuur dat ondertussen stevig in het zadel zat. Vooraanstaande en loyale edelen deelden in de prijzen. Bernat de Cabrera, de Catalaanse bevelhebber die de herovering van Sicilië geleid had, ontving het prestigieuze en rijke graafschap Modica in Zuid-Sicilië; daarnaast werd deze Bernat de Cabrera heer van Ragusa, Scicli, Chiaromonte, Comiso, Spaccaforno en andere domeinen. Galdo Queralt verkreeg het graafschap Caccamo. Guiglielmo Raimondo Moncada kreeg de graafschappen Malta en Gozo alsook landerijen op Sicilië. Minder belangrijke Siciliaanse baronnen kregen huispersoneel, huisraad, opslagruimtes en andere goederen van de terechtgestelde Andrea Chiaromonte. Zijn medestander graaf Artale II Alagona verschanste zich in zijn kastelen in Catania tot 1394, jaar waarin hij ballingschap vertrok.

### Gevolg voor het koninkrijk Napels
Met de onthoofding van Andrea Chiaromonte kwam een einde aan het internationaal prestige van de familie Chiaromonte, die in oorsprong Frans-Normandisch was. In het buurland Napels verstootte koning Ladislaus de zus van Andrea Costanza Chiaramonte als zijn koningin-gemalin (1392). Dit gebeurde publiekelijk, tijdens een kerkdienst in Napels, met goedkeuring van paus Bonifatius IX.